# 텔레마

이 단방향 육선선형은 텔레마의 일반적인 상징 가운데 하나이다.

텔레마(Thelema)는 20세기 초 알레이스터 크로울리가 20세기에 발생시킨 정신철학(일부에서는 종교로 취급)이다.